# Phyllobrotica sororia
Phyllobrotica sororia is een keversoort uit de familie bladkevers (Chrysomelidae). De wetenschappelijke naam van de soort werd in 1896 gepubliceerd door George Henry Horn.